# فيليب جونز غريفيثز
فيليب جونز غريفيثز (بالإنجليزية: Philip Jones Griffiths) هو مصور حربي ‏ وصحفي ومصور بريطاني، ولد في 18 فبراير 1936 في Rhuddlan ‏ في المملكة المتحدة، وتوفي في 19 مارس 2008 في لندن في المملكة المتحدة بسبب سرطان.

## وصلات خارجية
- الموقع الرسمي
- فيليب جونز غريفيثز على موقع ديسكوغز (الإنجليزية)